# AppDynamics
AppDynamics — американская компания, разработчик систем управления производительностью приложений (англ. APM) и операционной IT-аналитики (англ. ITOA).
Основана бывшим ведущим архитектором программного обеспечения в Wily Technology Джиоти Бансалом в 2008 году. За годы деятельности прошла пять раундов финансирования на общую сумму $206,5 млн. 2016 год завершила с выручкой $143,8 млн и была поставлена на 9-е место в списке Forbes Cloud 100 — крупнейших частных компаний, связанных с бизнесом облачных вычислений.
В январе 2017 года за $3,7 млрд поглощена корпорацией Cisco, всего за несколько дней до запланированного первичного размещения на бирже; сделка завершена в марте того же года.